# Snókur (bergstopp i Island, Västlandet)
Snókur är en bergstopp i republiken Island. Den ligger i regionen Västlandet, 30 km norr om huvudstaden Reykjavík. Toppen på Snókur är 576 meter över havet, eller 241 meter över den omgivande terrängen. Bredden vid basen är 2,3 km.
Närmaste större samhälle är Akranes, omkring 19 kilometer sydväst om Snókur. Trakten runt Snókur består i huvudsak av gräsmarker.